# Maria Kraakman
Maria Kraakman (Soest, 5 augustus 1975) is een Nederlands actrice.

## Biografie
Maria Kraakman doorliep de middelbare school in Baarn en tussen 1994 en 1998 studeerde ze aan de Toneelschool Arnhem. Ze sloot zich in 2009 aan bij Toneelgroep Oostpool, waar ze tot 2015 zou spelen. Van het in 2020 naar buitenkomende ongepast gedrag, had ze zelf niets gemerkt.Met ingang van het seizoen 2015-'16 is ze werkzaam binnen het vaste ensemble van Toneelgroep Amsterdam, het latere Internationaal Theater Amsterdam. Toen ook daar misbruik werd aangekaart, merkte ze in 2023 opnieuw op dat niet zo ervaren te hebben. Die instelling stelde wel een intimiteitscoördinator in.
In 2005 won zij een Gouden Kalf (beste actrice) voor haar verstilde rol in de film Guernsey van Nanouk Leopold. Eerder was zij te zien in Leopolds Îles flottantes (2001) en in enkele korte televisiefilms en toneelstukken, zoals Eline Vere (toneelversie), waarbij ze was genomineerd voor beste vrouwelijke toneelactrice. In 2008 en 2009 was Kraakman te zien in de solovoorstelling Anoniem van Nataliya Golofastova, waarvoor zij in september 2009 de Gouden Kniertje won. In 2010 won ze de Theo d'Or voor haar rol in Orlando, waarna haar geschilderde portret werd opgenomen in de eregalerij van de Stadsschouwburg Amsterdam. In 2015 volgde een nominatie Theo d’Or voor Het jaar van de kreeft.
In 2021 debuteerde ze op verzoek van Ivo van Hove als toneelregisseur voor Toneelgroep-Amsterdam voorstelling Cliënt E. Busken met Gijs Scholten van Aschat.
In 2023-2024 staat Kraakman op de planken met Prima facie (Op het eerste gezicht). Het is een monoloog gebaseerd op werk van Suzie Miller: een advocaat verdedigt zedendelinquenten, maar wordt later zelf slachtoffer van seksueel geweld. Het is haar eerste voorstelling met de nieuwe regisseur Eline Arbo. Voor deze rol in Prima Facie won Kraakman een Theo d'Or.
Ook is ze dan te zien in de dramaserie De droom van de jeugd voor KRONCRV-televisie.

## Werk

### Theater
- “Prima facie (2023-2024), Internationaal Theater Amsterdam
- Het hout (2018-2019), Internationaal Theater Amsterdam
- Vallende man (2019), Internationaal Theater Amsterdam
- Kleine zielen (2017-2018), Toneelgroep Amsterdam
- Ibsen Huis (2017-2018), Toneelgroep Amsterdam
- De dingen die voorbijgaan (2016-2018), Toneelgroep Amsterdam
- Het jaar van de kreeft (2016-2018), Toneelgroep Amsterdam
- Romeinse Tragedies (2016-2017), Toneelgroep Amsterdam
- Kreten en gefluister (2015), Toneelgroep Amsterdam
- De stille kracht (2015-2018), Toneelgroep Amsterdam
- Angels in America (2015), Toneelgroep Oostpool
- Who's Afraid of Virginia Woolf? (2014), Toneelgroep Oostpool
- Tramlijn Begeerte (2012), Toneelgroep Oostpool
- Boiling Frog (2012), Toneelgroep Oostpool
- Till the fat lady sings (2011), Toneelgroep Oostpool
- Hamlet (2010), Toneelgroep Oostpool
- Ksztalt (2010), Toneelgroep Oostpool
- Er moet licht zijn (2010), Toneelgroep Oostpool
- Orlando (2009-2010; 2012), Toneelgroep Oostpool
- Zomergasten (2009), Toneelgroep Oostpool
- Alma (2009), De Warme Winkel
- Anoniem (2008), Productiehuis Rotterdam
- Eline Vere (2008), Nationale Toneel
- Rainer Maria (2008), De Warme Winkel
- Sic Transit Gloria Mundi (2007), Alaska
- Gelogen Gedachte (2003), Toneelgroep Oostpool
- Eierdans (2001-2002), Nationale Toneel

### Film en televisie
- Eén grote familie (2025)
- De droom van de jeugd (2023)
- De Verschrikkelijke Jaren Tachtig (2022)
- In Blue (2017) - Bekroond met een Gouden Kalf voor Beste Actrice
- Schneider vs. Bax (2015)
- Man in Pak (2012)
- Hunting & Zn. (2010)
- My Queen Karo (2009)
- HannaHannah (2007)
- Olivier etc. (2007)
- Koppels (televisieserie, 2006)
- Guernsey (2005)
- 06/05 (2005)
- Zinloos (2004)
- Gesloten (2002)
- Îles flottantes (2001)